# Getting Lucky

Getting Lucky (teniendo suerte), también conocido como "Wish Me Luck" (deséame suerte), es una película de Estados Unidos de 1990, de género cómico y fantástico. La película fue escrita y dirigida por Michael Paul Girard.

## Argumento
Bill Higgins (Steven Cooke), es un estudiante de secundaria que lleva mucho tiempo tratando de conseguir una cita con la animadora Krissi (Lezlie Z. McCraw). Un día descubre al típico genio de una lámpara maravillosa de cuento, pero con la peculiaridad de que es un genio borracho irlandés, y se encuentra en una botella de cerveza. El genio llamado Lepkey, concede tres deseos a Bill, pero debido al alcoholismo, los efectos de su magia causan más problemas que soluciones para Bill, que ante todo lo que desea es a Krissi.

## Reparto
- Steven Cooke  ...  Bill

- Lezlie Z. McCraw  ...  Krissi

- Rick McDowell  ...  Tony

- Garry Kluger  ...  Lepkey

- Jean Stewart  ...  Babette

- Dick Monda  ...  Profesor

- Pattie Gordon  ...  Sra. Shackler

- C.J. Merrill  ...  Tim

- Millie Quinn  ...  Madre

- Paul G. Kenner  ...  Padre

- Devon Kenner  ...  Hermano

- Dawn Kenner  ...  Hermana

- Bronwyn St. John  ...  Animadora

- Marshall Hilliard  ...  Jeff